# Батина (Кутина)
Батина је насељено место у Републици Хрватској у Сисачко-мославачкој жупанији Административно се налази у саставу Града Кутине

## Становништво
На попису становништва 2011. године, Батина је имала 205 становника.
Кретање броја становника по пописима 1857—2001
| година пописа  | 1857. | 1869. | 1880. | 1890. | 1900. | 1910. | 1921. | 1931. | 1948. | 1953. | 1961. | 1971. | 1981. | 1991. | 2001. |
| бр. становника | 122   | 136   | 326   | 198   | 207   | 208   | 193   | 215   | 274   | 261   | 265   | 257   | 230   | 237   | 215   |

## Попис1991.
На попису становништва 1991. године, насељено место Батина је имало 237 становника, следећег националног састава:
| Попис 1991.‍ | Попис 1991.‍ | Попис 1991.‍ | Попис 1991.‍ | Попис 1991.‍ |
| ----------- | ----------- | ----------- | ----------- | ----------- |
|             |             |             |             |             |
| Хрвати      | Хрвати      |             | 228         | 96,20%      |
| Југословени | Југословени |             | 5           | 2,10%       |
| Срби        | Срби        |             | 2           | 0,84%       |
| Чеси        | Чеси        |             | 2           | 0,84%       |
| укупно: 237 |             |             |             |             |